# Hymenodiscus exilis
Hymenodiscus exilis is een tienarmige zeester uit de familie Brisingidae.
De wetenschappelijke naam van de soort werd, als Brisinga exilis, in 1905 voor het eerst gepubliceerd door Walter Kenrick Fisher. De beschrijving was gebaseerd op een exemplaar dat in 1904 van een diepte van 620 vadem (1134 meter) was opgedregd voor de kust van San Diego (Californië) bij een tocht met het Amerikaanse onderzoeksschip Albatross.